# Joseph Krauskopf
Joseph Krauskopf (21. ledna 1858, Ostrowo, Prusko – 12. června 1923, Atlantic City, New Jersey) byl prominentní americký rabín, spisovatel, vůdce reformního judaismu, zakladatel Národní židovské školy (nyní univerzita Delaware Valley University), a dlouhodobý (1887-1923) rabín reformní židovské náboženské obce Keneseth Izrael (KI), nejstarší reformní synagogy ve Filadelfii, která se pod Krauskopfovým vedením stala největším reformním židovským shromážděním v USA.